# 柯尼斯堡猶太會堂

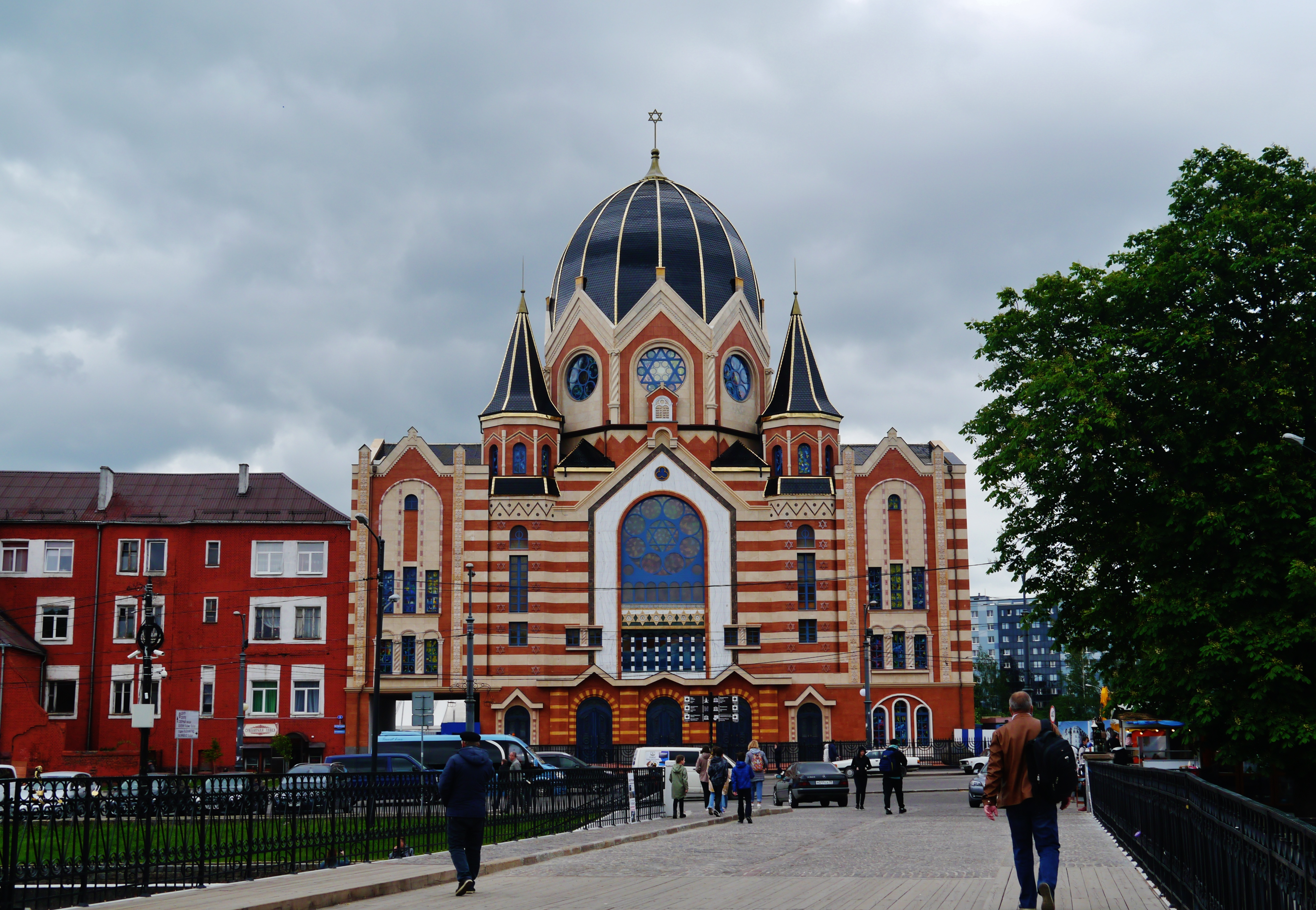
完成重建後的柯尼斯堡猶太會堂，拍攝於2019年

新猶太會堂（德語：Neue Synagoge）是德國東普魯士城市柯尼斯堡（如今俄羅斯加里寧格勒州首府加里寧格勒）的三座猶太會堂之一。1938年，該建築曾一度被毀。2011年，新猶太會堂重建工程開始，計劃恢復1938年被毀前的建築外觀。2018年，新猶太會堂得到重建並開放。

## 外部連結
- Centrum Judaicum
- 内部图像 c1870 （页面存档备份，存于）
- 第二张内部图像 c1870 （页面存档备份，存于）

52°31′29″N 13°23′40″E / 52.52472°N 13.39444°E